# Política de Suecia

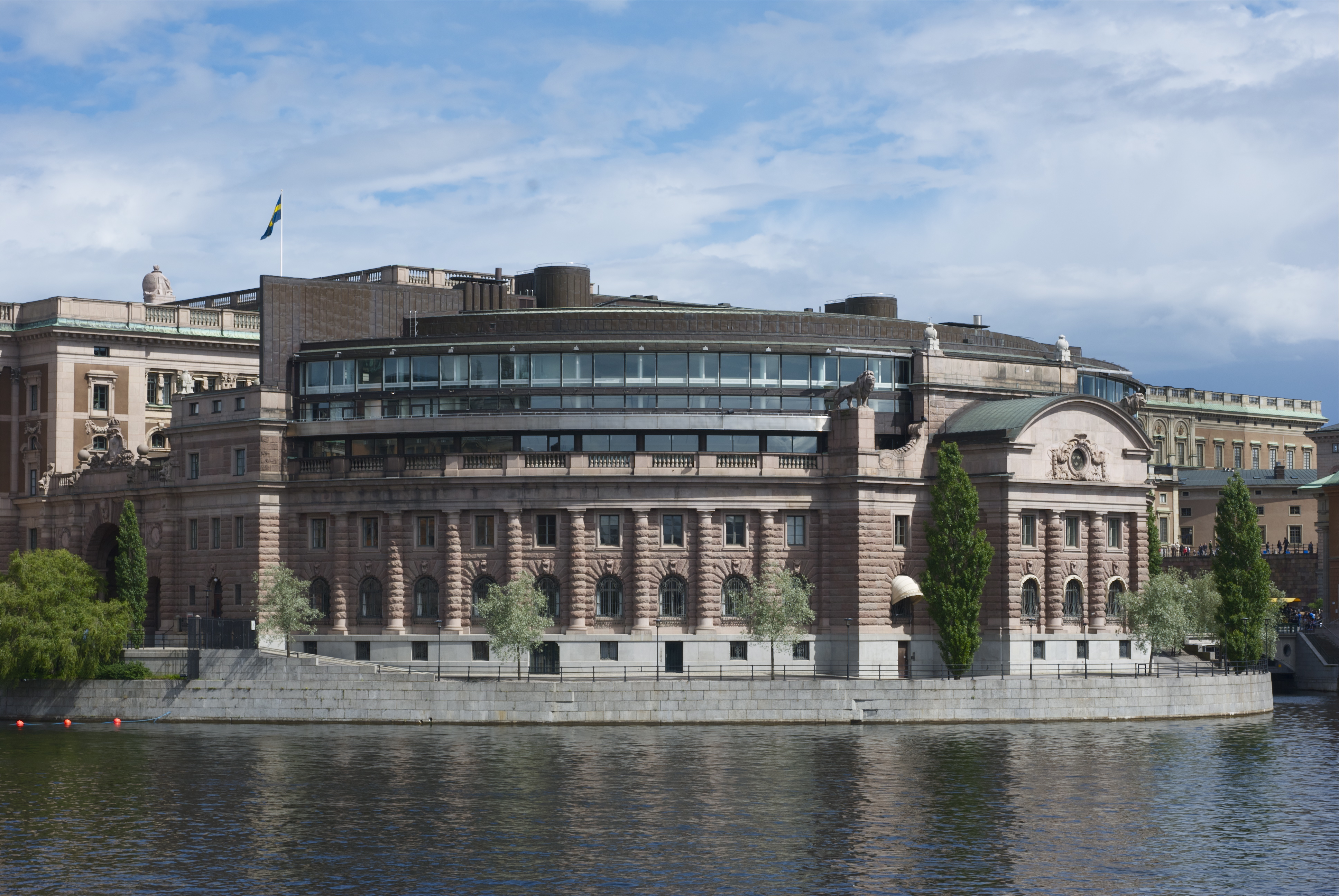
Fachada del Parlamento sueco.

Suecia es una monarquía constitucional con una forma parlamentaria de gobierno. El Rey, Carlos XVI Gustavo, desempeña únicamente funciones protocolarias como jefe de Estado. El Parlamento es unicameral, siendo elegidos los parlamentarios directamente por representación proporcional para legislaturas de cuatro años. 
En Suecia rige el sufragio universal desde los 18 años de edad. 
La Economist Intelligence Unit calificó a Suecia de «democracia plena» en su informe de 2020,y tiene una puntuación de 40/40 en protección de los derechos políticos según Freedom House (2020).

## Constitución
La Constitución sueca consiste en cuatro leyes fundamentales. La más importante es el Instrumento de Gobierno de 1974, que establece los principios básicos de la vida política sueca, definiendo derechos y libertades. La Ley de Sucesión es un tratado entre el viejo Riksdag de los Estados y la Casa de Bernadotte, regulando su acceso a la corona real sueca.
La «Ley de Libertad de Prensa de 1766» establece y define los derechos de libertad de expresión y también el acceso libre los ciudadanos a información en manos de cualquier institución pública. Ha sido reformada varias veces y se trata de forma más extensa en la «Ley Fundamental sobre la Libertad de Expresión». 
Las cuatro leyes fundamentales son:
- Instrumento de Gobierno (1974)
- Ley de Sucesión (1809)
- Ley de Libertad de Prensa (1766)
- Ley Fundamental sobre la Libertad de Expresión (1991)

## Poder ejecutivo

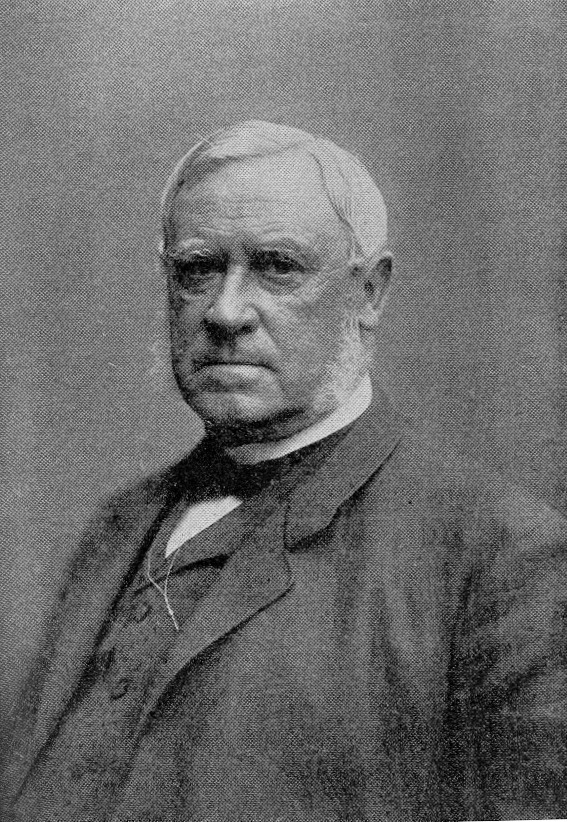
El primer primer ministro de Suecia, Louis Gerhard De Geer.

El primer ministro de Suecia es propuesto por el presidente del Riksdag y elegido mediante parlamentarismo negativo. En la práctica, esto significa que el primer ministro propuesto es confirmado si menos de 175 diputados votan «no», independientemente del número de votos afirmativos o abstenciones. Actualmente el cargo lo ejerce el demócrata Ulf Kristersson desde el 17 de octubre de 2022.
La máxima autoridad ejecutiva del Estado recae en el gobierno, formado por un primer ministro y unos 22 ministros que dirigen los ministerios. Los ministros son nombrados a discreción del primer ministro. El primer ministro es propuesto por el presidente del Parlamento y nombrado tras una votación en el propio Riksdag. El monarca no interviene en este proceso.

## Partidos políticos y elecciones

### Legislatura 2022-2026
Las elecciones generales de septiembre de 2022, que elegían parlamentarios para el período 2022-2026, dieron los siguientes resultados:
- Partido Socialdemócrata (SAP): 107 escaños
- Demócratas de Suecia (SD): 73 escaños
- Partido Moderado (M): 68 escaños
- Partido de la Izquierda (V): 24 escaños
- Partido del Centro (C): 24 escaños
- Demócratas Cristianos (KD): 19 escaños
- Partido Verde (MP): 18 escaños
- Liberales (Suecia) (L): 16 escaños

Lo que resulta, en el siguiente gobierno (M+KD+L) con el apoyo del partido ultraderechista (SD). En total suman 176 escaños frente a los 173 de la oposición (SAP, V, C, MP).

## Divisiones administrativas
Suecia está dividida en 21 condados. En cada condado hay una junta administrativa y un concejo de condado. Cada condado contiene varios municipios, en total 290. Estocolmo es la capital de Suecia. El rey, el Riksdag y el Gobierno tienen su sede permanente en Estocolmo.  
A partir de la revisión constitucional de 1974, el número de divisiones municipales se redujo de varios miles a 290, a la vez que se suprimieron funciones anteriores de los gobiernos municipales (como las leyes locales, la aplicación de la ley local, etc.).

## Defensor del Pueblo
Los Defensores del Pueblo (Ombudsman) parlamentarios investigan sospechas de abuso de autoridad por los funcionarios públicos. Otros defensores del pueblo cumplen la misión de defender los derechos del consumidor, de impedir la discriminación por motivos de pertenencia étnica o de sexo o por motivos de orientación sexual, velar porque se observe la ética periodística, proteger los derechos del niño y del adolescente y los de las personas afectadas de discapacidad. La mayor parte de los documentos del gobierno son accesibles al público y a los medios periodísticos en todo momento.

## Política exterior
A lo largo del siglo XX, la política exterior sueca se basó en el principio de no alineamiento en tiempos de paz, neutralidad en tiempos de guerra. Este principio ha sido criticado a menudo en Suecia, por ser supuestamente una fachada, alegando que el gobierno sueco tenía una colaboración avanzada con los países occidentales dentro de la OTAN.
Durante la época de la Guerra Fría, Suecia no formaba parte del Pacto de Varsovia y sólo recibió una ayuda mínima del Plan Marshall. En 1952, un DC-3 sueco fue derribado sobre el mar Báltico mientras realizaba labores de reconocimiento. Más tarde se supo que el avión había sido derribado por la Unión Soviética. Otro avión, un Catalina de búsqueda y rescate, fue enviado unos días más tarde y también fue derribado por aviones de guerra soviéticos. Este y otros hechos hicieron que Suecia mantuviera una tensa relación con la URSS.
En las últimas décadas del siglo XX, el país experimentó un acercamiento hacia la política de Occidente. Esto se vio reflejado en 1995, cuando Suecia, junto con Finlandia y Austria, ingresó en la Unión Europea, que amplió de 12 a 15 el número de países miembros. Además de la UE, Suecia es miembro activo de las Naciones Unidas y de otras organizaciones como la Organización de Cooperación y Desarrollo Económicos y el Fondo Monetario Internacional.
En mayo de 2022, Suecia solicitó formalmente su ingreso en la alianza de la OTAN. La opinión pública de la región nórdica había cambiado a favor de la adhesión a la OTAN desde la invasión rusa de Ucrania el 24 de febrero.
Poco después de su nombramiento en octubre de 2022, el nuevo ministro de Asuntos Exteriores, Tobias Billström, anunció que Suecia renunciaría a la «política exterior feminista», aplicada por el anterior gobierno de izquierdas.